# Scopula rectisecta
Scopula rectisecta là một loài bướm đêm trong họ Geometridae.